# Tanjung Wadung
Tanjung Wadung is een bestuurslaag in het regentschap Jombang van de provincie Oost-Java, Indonesië. Tanjung Wadung telt 2840 inwoners (volkstelling 2010).